# جانوران شگفت‌انگیز و زیستگاه آن‌ها (موسیقی متن)
جانوران شگفت‌انگیز و زیستگاه آن‌ها (انگلیسی: Fantastic Beasts and Where to Find Them) یک موسیقی فیلم برای فیلم ۲۰۱۶ با همین نام است، که توسط جیمز نیوتن هاوارد نوشته و آهنگسازی شده‌است. نسخه محدود وینایل برای نخستین بار در ۴ نوامبر ۲۰۱۶ منتشر شد. موسیقی متن بعداً در دو قالب دیجیتالی و فیزیکی در تاریخ ۱۸ نوامبر ۲۰۱۶ توسط واتر تاور میوزیک منتشر شد.

## جدول‌ها
| جدول (۲۰۱۶–۱۷)                      | اوج موقعیت |
| ----------------------------------- | ---------- |
| آلبوم‌های بلژیکی (اولتراتاپ فلاندرز) | ۶۸         |
| آلبوم‌های بلژیکی (اولتراتاپ والونیا) | ۱۴۰        |
| آلبوم‌های فرانسوی (SNEP)             | ۱۶۱        |
| بیلبورد ۲۰۰ ایالات متحده            | ۱۹۲        |